# Tanagra
Tanagra (řecky Τανάγρα) je sídlo a obec v Řecku, které je známé díky archeologickým nálezům. Nachází se v Bojótii 30 km severně od Athén na úpatí pohoří Parnitha a protéká jím řeka Asópos. Samotná Tanagra má okolo 700 obyvatel; ve stejnojmenné obci, vytvořené roku 2011, žije okolo 20 000 obyvatel a jejím správním střediskem je Schimatari.
Ve starověku patřila Tanagra k nejvýznamnějším sídlům Bojótie a je zmiňována již u Homéra. Podle legendy ji založil héros Poimandros a nazval na počest své manželky, dcery říčního boha. Odehrály se dvě velké bitvy během peloponéské války, první v roce 457 př. n. l. a druhá v roce 426 př. n. l. Město bylo proslulé výrobou tanagerských figurek z terakoty. Žila zde lyrická básnířka Korinna z Tanagry.
Ve středověku se stala Tanagra sídlem biskupa (v současnosti pouze titulární diecéze). Za osmanské nadvlády město prakticky zaniklo. Roku 1874 zde byly zahájeny vykopávky a bylo nalezeno množství antických mincí. V roce 1915 dostala osada Vraci antický název Tanagra.
Tanagra je sídlem jedné z největších základen Řeckého letectva. Součástí obce Tanagra je Oioni s nádražím na trati spojující Pireus a Soluň.